# Eoperla ochracea
Eoperla ochracea is een steenvlieg uit de familie borstelsteenvliegen (Perlidae). De wetenschappelijke naam van de soort is voor het eerst geldig gepubliceerd in 1885 door Kolbe.